# Frederik Christian Hillerup
Frederik Christian Hillerup, född den 12 maj 1793 på Wedellsborg på Fyn, död den 5 maj 1861 i Köpenhamn, var en dansk författare.
Hillerup blev student 1811, studerade i några år juridik, men övergav studierna för att uteslutande syssla med konst och poesi. Understödd av sin förmögne far reste han 1820 till Rom, där han blev kvar till 1826, men hans konstnärliga begåvning motsvarade inte til hans varma kärlek till konsten. Faderns förmögenhet gick förlorad, och endast goda vänners hjälp satte honom i stånd att resa hem til Köpenhamn. Han redigerade 1836—38 "Dansk Kunstblad", utgav Thorvaldsen og hans Værker med en efter Thiele förkortad text (4 delar 1842 ff.) och skrev en del tämligen obetydliga noveller och dikter.